# District de Decheng
Le district de Decheng (德城区 ; pinyin : Déchéng Qū) est une subdivision administrative de la province du Shandong en Chine. Il est placé sous la juridiction de la ville-préfecture de Dezhou.